# Mesochorus carinifrons
Mesochorus carinifrons là một loài tò vò trong họ Ichneumonidae.